# Denis Anderson
Denis Anderson (Chilliwack, Brit Columbia, 1953. október 29. –) profi kanadai jégkorongozó.

## Pályafutása
Komolyabb junior karrierjét a Western Canada Hockey League-es New Westminster Bruinsban kezdte 1971-ben. A csapatban 1973-ig játszott. Az 1973-as NHL-amatőr drafton a New York Islanders választotta ki a 7. kör 110. helyén. A National Hockey League-ben sosem játszott. Felnőtt pályafutását a Central Hockey League-es Fort Worth Texansban kezdte 1973 végén. A következő szezont is ebben a csapatban játszotta. 1975–1976-ban a North American Hockey League-es Erie Bladesbe, majd a Buffalo Norsemenbe került. Ezután visszavonult.